# Шлехтзарт
Шлехтзарт (нім. Schlechtsart) — громада в Німеччині, розташована в землі Тюрингія. Входить до складу району Гільдбурггаузен. Складова частина об'єднання громад Гельдбургер-Унтерланд.
Площа — 4,57 км2. Населення становить 167 ос. (станом на 31 грудня 2021).